# VV Baronie in het seizoen 1970/71
Het seizoen 1970/1971 was het 16e jaar in het bestaan van de Bredase betaaldvoetbalclub Baronie. De club kwam uit in de Tweede divisie en eindigde daarin op de 14e plaats. Tevens deed de club mee aan het toernooi om de KNVB beker, hierin werd de club in de eerste ronde uitgeschakeld door DWS (0–2). Na het seizoen werd duidelijk dat bij de sanering van het betaald voetbal in Nederland er een aantal clubs noodgedwongen moesten verdwijnen naar de amateurs. Baronie was op basis van de criteria (gemiddelde van het aantal betalende toeschouwers over de afgelopen vijf jaar) van de KNVB een van de elf clubs die moesten verdwijnen uit het betaald voetbal. De club werd ingedeeld in de tweede klasse amateurs.

## Wedstrijdstatistieken

### Tweede divisie
|       | AGOVV | SC Drente | EDO   | Eindhoven | Fortuna | Gooiland | Hermes DVS | Limburgia | NOAD  | PEC   | RBC   | RCH   | Roda JC | De Volewijckers | FC VVV | ZFC   |
| ----- | ----- | --------- | ----- | --------- | ------- | -------- | ---------- | --------- | ----- | ----- | ----- | ----- | ------- | --------------- | ------ | ----- |
| Thuis | 1 – 4 | 1 – 0     | 1 – 1 | 1 – 1     | 1 – 1   | 2 – 2    | 0 – 1      | 3 – 0     | 2 – 1 | 1 – 1 | 1 – 1 | 1 – 1 | 0 – 0   | 3 – 2           | 3 – 1  | 0 – 1 |
| Uit   | 0 – 1 | 0 – 4     | 2 – 0 | 5 – 1     | 2 – 1   | 3 – 0    | 4 – 1      | 5 – 1     | 1 – 1 | 4 – 1 | 4 – 2 | 1 – 1 | 3 – 2   | 2 – 1           | 1 – 0  | 1 – 0 |

### KNVB beker
| 1e ronde                                                       | DWS                                       | 2 – 0 (1 – 0) | Baronie |
| 16 augustus 1970 Plaats: Amsterdam Olympisch Stadion (bijveld) | Finn Seemann 23' (pen.) Karel Bonsink 89' |               |         |

## Statistieken Baronie 1970/1971

### Eindstand Baronie in de Nederlandse Tweede divisie 1970 / 1971
| Stand | Gespeeld | Gewonnen | Gelijk | Verloren | Punten | Doelpunten voor | Doelpunten tegen |
| ----- | -------- | -------- | ------ | -------- | ------ | --------------- | ---------------- |
| 14e   | 32       | 7        | 10     | 15       | 24     | 38              | 56               |

### Topscorers
| #      | Naam           | Goal |
| ------ | -------------- | ---- |
| 1.     | Dick Hoogmoed  | 16   |
| 2.     | Gerrie Reedijk | 8    |
| 3.     | Ger Saris      | 5    |
| 4.     | Cees Heijboer  | 3    |
| 5.     | Ad Brekelmans  | 2    |
| 5.     | Ed Hop         | 2    |
| 5.     | Kees Hurckx    | 2    |
| Totaal | Totaal         | 38   |

| #      | Naam        | Goal |
| ------ | ----------- | ---- |
| –      | Geen speler | 0    |
| Totaal | Totaal      | 0    |

## Voetnoten
AGOVV · Baronie · SC Drente · EDO · Eindhoven · Fortuna · Gooiland · Hermes DVS · Limburgia · NOAD · PEC · RBC · RCH · Roda JC · De Volewijckers · FC VVV · ZFC